# Netscape Communications Corporation
Netscape Communications Corporation fue una empresa de software mayormente conocida por ser la creadora del navegador web Netscape Navigator. Fue comprada por AOL en 1999.

## Historia
La compañía fue fundada como Mosaic Communications Corporation el 4 de abril de 1994 por Marc Andreessen y Jim Clark. Fue una de las primeras compañías en trabajar con la naciente World Wide Web. Lanzó un navegador llamado Mosaic Netscape 0.9 el 13 de octubre de 1994. Este navegador fue posteriormente renombrado como Netscape Navigator.
La compañía cambió de nombre a Netscape Communications Corporation el 14 de noviembre de 1994.
Microsoft lanzó la versión 1.0 de Internet Explorer (IE) como parte del Pack Plus de Windows 95, según Spyglass (el desarrollador de Internet Explorer), este no fue tomado de Netscape como comúnmente se cree, pero había una parte de Mosaic en él.
Después de esto, Microsoft lanzó sucesivamente una serie de IE, y tanto Netscape como Internet Explorer fueron agregando nuevas funcionalidades, aunque éstas no siempre funcionaban correctamente.
Esto fue conocido como la guerra de navegadores, en la que ambas compañías destinaban gran cantidad de recursos en sus navegadores para que uno fuera mejor que otro, pero Internet Explorer empezó a llevar la delantera debido a las grandes cantidades de dinero invertidas en él y la decisión de incluir el navegador por defecto en Microsoft Windows. En tanto, los usuarios empezaron a reclamar por la gran cantidad de errores y problemas que estos experimentaban debido a la gran rapidez de su desarrollo, por lo que la nueva prioridad fue hacer que los navegadores funcionaran bien, en vez de agregarles nuevas funcionalidades.

## Código abierto
En enero de 1998, cuando Netscape empezó el proyecto de código abierto Mozilla. Netscape, sabiendo que Internet Explorer era de lejos el Navegador más usado, publicó el código fuente de Netscape, con la esperanza de que se convirtiera en un popular proyecto de código abierto. Este código fue puesto bajo la Licencia Pública Netscape, la cual es similar a la GNU General Publical License, para el Communicator 4.5 Netscape se enfocó en que pudiera enviar correos electrónicos y fuera funcional para las empresas.

## Adquisición por AOL
America Online (AOL) anunció el 24 de noviembre de 1998 que adquiriría Netscape Communications en 4.200 millones de US$, aunque dicen que AOL estaba más interesado en otras propiedades de Netscape más que en el navegador en sí.
El 14 de noviembre de 2000, AOL lanzó Netscape 6.0 basado en Mozilla 0.6 (La versión 5 fue saltada). Desafortunadamente, Mozilla 0.6 estaba lejos todavía de ser estable, por lo que el efecto de Netscape 6.0 fue el alejar más aún a los usuarios de la marca Netscape. No fue hasta agosto de 2001 cuando Netscape 6.1 apareció basado en Mozilla 0.9.2 que era bastante más robusto y casi un año después llegó el Netscape 7.0 (unos días después de haber sido lanzado Netscape Communicator 4.8, mostrando que los esfuerzos de los desarrolladores de Netscape seguían divididos).
Después del caso en el que Microsoft fue hallado culpable de abuso de poder de monopolio[cita requerida] y fue sentenciado a pagar 750 millones de US$ a AOL y a compartir algunas tecnologías, incluyendo dejar a AOL licenciar y distribuir Internet Explorer gratis por 7 años. Esto fue considerada como la "Muerte de Netscape".
El 15 de julio de 2003 AOL se deshizo de la marca Netscape, sacó el logo de su edificio y despidió a la mayoría de los programadores.

## Actualidad
En la actualidad Netscape es solo una marca dentro de AOL, que es usada para brindar Internet a poco costo. AOL contrató a una empresa canadiense para lanzar Netscape 8.0 basado en Mozilla Firefox.
Tom Drapeau, director de la compañía, anunció que a partir del 1 de febrero de 2008, Netscape dejaría de recibir actualizaciones. El 28 de enero se anunció que se extendería por un mes más el soporte y desarrollo. La historia de Netscape y Netscape Communications Corporation finaliza con el lanzamiento de la versión 9.0.0.6, el 20 de febrero de 2008 (aunque oficialmente finaliza el 1 de marzo de 2008)
Algunas personas piensan que esta estrategia fue para opacar a Microsoft y brindar apoyo a la Fundación Mozilla.

## Productos lanzados por Netscape
La línea inicial de productos Netscape:
- Netscape Navigator: navegador de Internet para Windows, Macintosh, Unix y GNU/Linux
- Netsite Communications servidor web, con una interfaz de comunicación basada en web
- Netsite Commerce web server: simplificó las conexiones seguras (con SSL)
- Netscape Proxy Server

Otros productos Netscape:
- Netscape Personal Edition
- Netscape Communicator: (navegador que incluyó herramientas para correo electrónico, noticias, calendario y componer páginas web, además incluía AOL Instant Messenger y RealAudio)
- Netscape FastTrack and Enterprise: servidor web
- Netscape Collabra Server
- Netscape Directory Server
- Netscape Messaging Server
- Netscape Certificate Server
- Netscape Calendar Server
- Netscape Compass Server
- Netscape Application Server
- Netscape Publishing System
- Netscape Xpert Servers
  - ECxpert
  - SellerXpert
  - BuyerXpert
  - BillerXpert
  - TradingXpert
  - CommerceXpert